# William Anthony Hughes
William Anthony Hughes , né le 23 septembre 1921 à Youngstown  et mort le 7 février 2013 à Fort Thomas, est un prélat catholique américain.

## Biographie
Hughes   a été ordonné prêtre en 1946. En 1996, il est nommé évêque auxiliaire de Youngstown et évêque titulaire d'Inis Cathaig (de). Mgr Hughes est nommé évêque de Covington dans le Kentucky en 1979 et  prend sa retraite en 1995.
Pendant son mandat, il est critiqué pour avoir invité des personnalités pro-choix comme Robert Drinan S.J. et l'actrice Marlo Thomas à parler à l'église durant des événements parrainés, ainsi que pour avoir dit la messe pour les gays et les lesbiennes à Chicago en 1992. Il doit faire face à une baisse drastique des vocations et de la pratique dans son diocèse.

## Sources
- Profil sur Catholic hierarchy